# Ortees
Ortees (en grec: Ορταιας) és un cap amazic del segle VI, que va tenir un paper important a les guerres romano-amazigues entre l'Imperi romà d'Orient contra les tribus amazics revoltades. El 535, va unir forces amb el general romà Salomó contra Iaudes, a qui va acusar de conspirar amb Mastiges per expulsar-lo a ell i al seu poble de les seves terres ancestrals. Va rebre una gran suma de diners de Salomó i se li va confiar la tasca de guiar l'exèrcit romà, juntament amb Massones. La campanya va ser un fracàs degut a que l'exèrcit imperial tenia manca de menjar i, desconfiava de la lleialtat dels seus aliats, provocant que l'exèrcit preferís retirar-se a la plana. L'any 537 es va unir a la rebel·lió de l'oficial imperial Estotzes juntament amb Iaudes i altres líders amazics. A la batalla de Scalas Veteres, juntament amb altres líders amazics, va retirar-se deixant a Estotzes abocat a la derrota.
Una inscripció a Arris, a les muntanyes d'Aurès, en la qual s'elogia el líder Masties, sembla esmentar Ortees, com a responsable de la mateixa. Els autors de la Prosopography of the Later Roman Empire interpreten la presència del seu nom com un afegit dels romans per burlar-se'n  .